# Five Card Stud

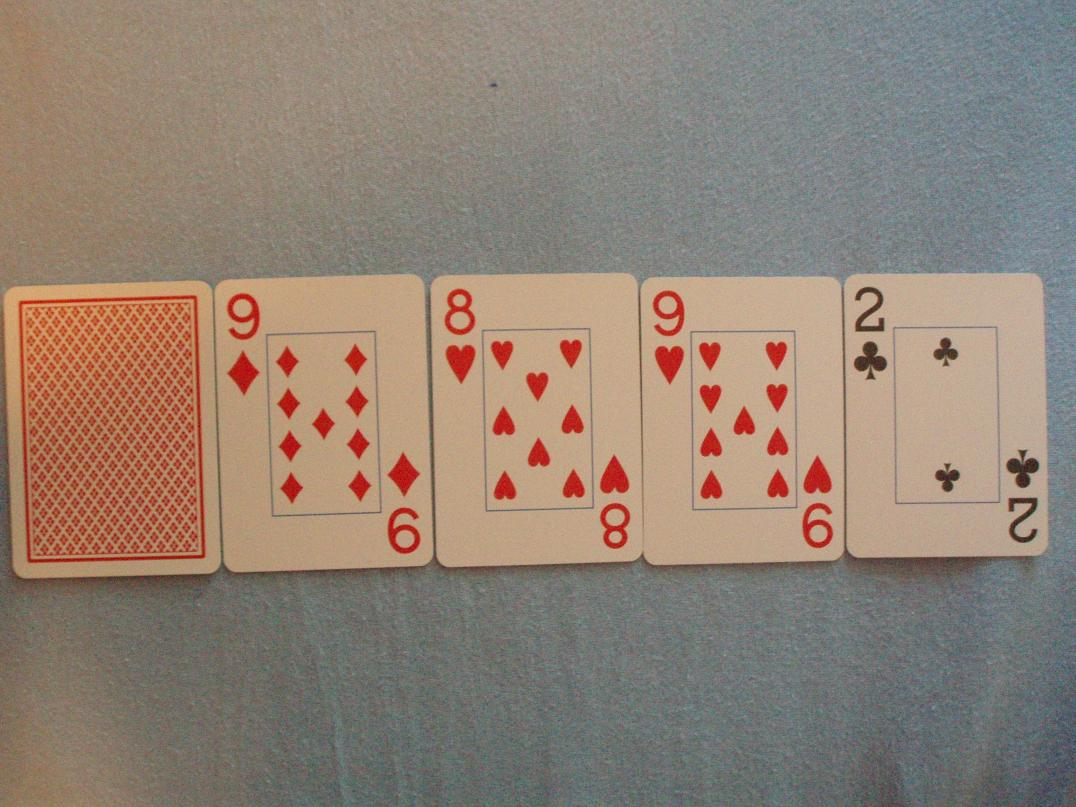
Beispiel für eine Hand bei Five Card Stud

Five Card Stud, kurz Stud Poker oder Offenes Poker, früher auch Starpoker (falsch von Stud) genannt, ist eine Pokervariante. Five Card Stud ist die klassische, allerdings heute kaum mehr gespielte Form des Offenen Poker. Diese Spielart wurde von Seven Card Stud, das in den Spielbanken angeboten wird, nahezu vollständig verdrängt.

## Spielverlauf
Es gelten dieselben Regeln wie beim Seven Card Stud, jedoch mit folgenden Abweichungen:
- Nachdem jeder Spieler sein Ante in den Pot gezahlt hat, erhält jeder Spieler eine verdeckte Karte (Hole Card) und eine offene Karte (beim Seven Card Stud zwei verdeckte und eine offene Karte); danach folgt die erste Wettrunde.
- Die dritte, vierte und fünfte Karte eines jeden Spielers wird offen gegeben, nach jeder Kartenausgabe erfolgt eine Wettrunde. Ein Spieler, der bis zuletzt im Spiel bleibt, erhält also insgesamt fünf Karten.
- Kommt es nach der letzten Wettrunde zu einem Showdown, so werden die verdeckten Karten aufgeschlagen, und der Spieler mit der besten Poker-Kombination gewinnt den Pot.

Five Card Stud wird vorwiegend mit Fixed Limit gespielt.